# Ягдпантера

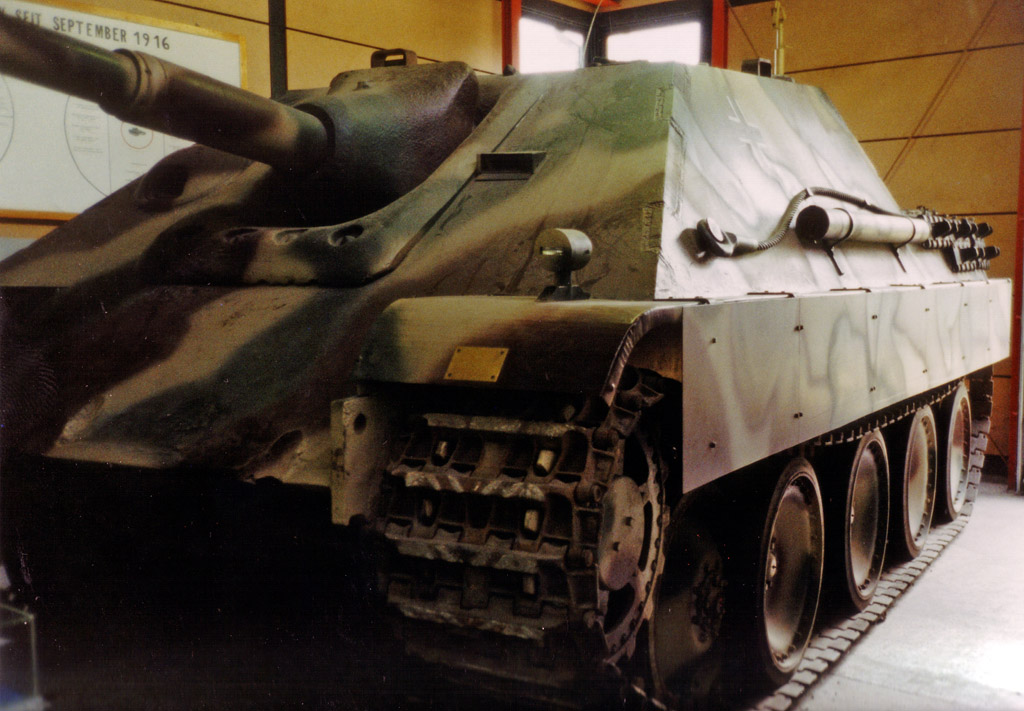
«Ягдпантера»

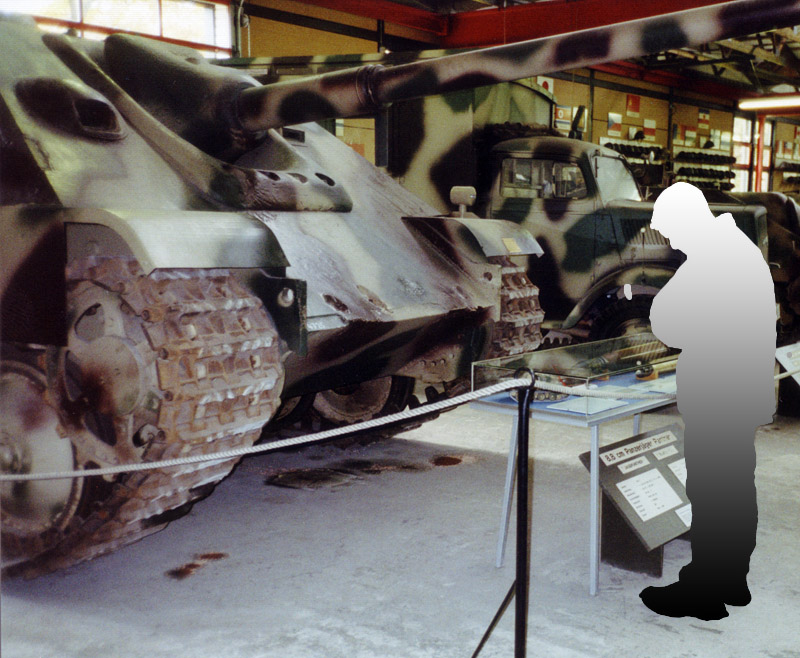
«Ягдпантера»

«Ягдпантера» (нем. Jagdpanther) — тяжёлая немецкая самоходно-артиллерийская установка (САУ) класса истребителей танков времён Второй мировой войны.
«Ягдпантера» сконструирована на базе танка «Пантера» PzKpfw V и имеет компоновку, конструктивно близкую к компоновке советских САУ СУ-85 и СУ-100 (низкий корпус совершенной конфигурации). Для тяжёлой машины «Ягдпантера» обладала хорошей скоростью и проходимостью. С другой стороны, самоходка унаследовала от базовой машины ряд недостатков, в первую очередь невысокую механическую надёжность и относительно тонкую бортовую броню.
С октября 1943 по апрель 1945 заводами MIAG (Брауншвейг), MNH (Ганновер), MBA (Потсдам) было произведено два прототипа и 413 серийных «Ягдпантер».
По ведомственному рубрикатору министерства вооружений Германии самоходка обозначалась как Sd.Kfz. 173 Panzerjäger V Jagdpanther. С октября по 29 ноября 1943 называлась Panzerjäger 8,8 cm auf Panther I.

## История создания
3 августа 1942 года управление вооружений вермахта приняло решение использовать базу танка «Пантера» для установки недавно созданной мощной 88-мм противотанковой пушки Pak 43: варианты этой пушки для САУ получили индекс Stu.K. 43, но позже были переименованы в Pak. 43/3 (L/71). Первоначально реализация этого проекта была поручена фирме «Крупп», которая в то время уже работала над размещением 88-мм орудия на шасси танка PzKpfw IV. Изготовитель «Пантер» фирма MAN сообщила о том, что первые шасси нового танка будут отгружены не ранее января 1943 года. Поэтому осенью работы шли с использованием макетов в натуральную величину и в масштабе 1:10. Крупп определил, что шасси «Пантеры» требуют определённой доработки, чтобы нести мощное орудие, в сочетании с хорошей броневой защитой, и объявил, что подготовительные работы будут закончены к январю 1943 года. 10 ноября 1942 года была сделана деревянная модель.
15 октября 1942 года на заседании Рейхсминистерства военной экономики и промышленности под влиянием А. Шпеера было принято решение о передаче дальнейшей разработки фирме «Даймлер-Бенц», так как изначально сборка новой САУ планировалась на предприятиях этой фирмы. Работы фирмы «Крупп» над истребителем танков завершились демонстрацией макета новой САУ «Ягдпантеры», которая мало походила на окончательный вариант, представителю департамента вооружений 16 ноября 1942 года.
5 января 1943 года на заседании технической комиссии фирмы «Даймлер-Бенц» был определён ряд технических требований к будущему образцу (тогда он назывался 8,8 cm Sturmgeschütz), в том числе: толщина лобовой брони 100 мм — верх и 60 мм — низ, с наклоном 60 градусов, толщина верхней, задней и боковой брони 30 мм с таким же наклоном. Амбразура орудия должна быть выполнена из брони повышенного качества и крепиться к корпусу на болтах, что должно было обеспечивать быстрый демонтаж орудия. Узлы трансмиссии и коробки передач должны были при замене извлекаться через амбразуру орудия. Место механика-водителя предполагалось оснастить двумя перископами, объективы которых защищали вкладки из бронестекла. В бортах боевой рубки предусматривались бойницы для ведения огня из личного оружия экипажа изнутри боевого отделения.
Департамент вооружений определил, что фирма «Даймлер-Бенц» целиком сосредоточится на выпуске «Пантер», а дальнейшее производство «Ягдпантеры» было передано предприятию MIAG (Muhlenbau-Industrie AG) в Брауншвейге ввиду нехватки на «Даймлер-Бенц» производственных площадей. К середине 1943 года были произведены первые корпуса, а в декабре 1943 года был сделан первый опытный образец. Конструкция прототипа подразумевала унификацию «Ягдпантеры» с проектируемым тогда танком Panther II.
4 мая 1943 года министерством вооружений было принято решение о временном замораживании проекта Panther II, и разработчики «Ягдпантеры» были вынуждены сделать ряд изменений в уже имеющейся конструкции с целью унификации узлов будущей САУ с имеющимся танком «Пантера». Была уменьшена толщина брони с целью понижения общего веса машины и оставлена ходовая часть от «Пантеры». Экипаж был уменьшен до 5 человек.
В середине 1943 года на фирме «Даймлер-Бенц» построили полномасштабную модель «Ягдпантеры», которую отправили на MIAG для создания шаблонов и лекал. 20 октября 1943 года модель вместе с другими образцами бронетехники продемонстрировали фюреру на полигоне Арисе (Ожише).
В октябре 1943 года, ещё до начала выпуска, истребитель танков был модернизирован. Причиной стал опыт, полученный в ходе летних боёв в битве на Курской дуге. Выявилась необходимость защиты машины от пехоты противника. С этой целью справа от пушки была смонтирована шаровая установка для пулемёта. До того огонь предполагалось вести через бойницу в лобовой броне, как у PzKpfw V Ausf. D.
В феврале 1944 года началось серийное производство САУ, получившей официальное название Sd.Kfz. 173 Panzerjäger V Jagdpanther. Основное количество «Ягдпантер» производилось на базе танка PzKpfw V Panther Ausf. G.
Первая САУ была выпущена на заводе MIAG в октябре 1943 года. Начиная с 29 ноября 1944, САУ получила своё известное имя «Ягдпантера», вместо Panzerjäger 8,8 cm auf Panther I.

### Серийное производство
Серийный выпуск «Ягдпантер» наладили на заводе MIAG в Брауншвейге. Первые «Ягдпантеры» едва ли можно назвать серийными, так как месячный выпуск составил всего несколько машин. В марте 1944 года выпустили всего 8 машин. Производство отставало от графика в 2—3 раза. В результате июньского авианалёта противника, завод серьёзно пострадал и выпустил в тот месяц всего 6 «Ягдпантер». В октябре завод MIAG подвергся новой атаке с воздуха, следствием чего октябрьский выпуск составил всего 8 «Ягдпантер». Всё это заставило Waffen Amt привлечь к выпуску «Ягдпантер» новых производителей. Выбор был сделан в пользу фирмы MNH (Maschinenfabrik Niedersachsen) из Ганновера, которая к тому времени участвовала в выпуске «Пантер». Фирма MNH выпустила в ноябре 1944 года 20 «Ягдпантер» и ещё 30 в декабре. К выпуску также привлекли завод MBA (Maschinenfabrik Bahnbedarf) в Потсдаме. Первые «Ягдпантеры» на MBA выпустили в январе 1945 года. Сам MBA «Пантеры» не выпускал, но был субподрядчиком фирмы «Даймлер-Бенц».
Несмотря на бомбардировки и нехватку рабочих рук, Департамент вооружений планировал увеличить выпуск «Ягдпантер» — в феврале планировалось выпустить 70 машин (на деле выпустили только 42 машины), а к июню 1945 года довести месячный выпуск до 100 машин.
Главным поставщиком «Ягдпантер» должен был стать завод MIAG — 60 машин ежемесячно, а MNH и MBA — по 20 машин.
Пушки 8,8 cm Pak 43/3 L/71 изготавливали заводы фирмы Dortmund-Hoerder-Huettenverein AG в Либштадте и Дортмунде. Корпуса собирала фирма Brandenburger Eisenwerke GmbH из Бранденбурга.
Выпуск осуществлялся тремя фирмами:
MIAG — V101, V102, № 300001 — 300268
MNH — № 303001 — 303112
MBA — серийные номера неизвестны.
|       | Производитель | 1     | 2     | 3     | 4     | 5     | 6     | 7     | 8     | 9     | 10    | 11    | 12    | Всего |
| ----- | ------------- | ----- | ----- | ----- | ----- | ----- | ----- | ----- | ----- | ----- | ----- | ----- | ----- | ----- |
| 1944  | Miag          | 5     | 7     | 8     | 10    | 10    | 6     | 15    | 14    | 21    | 8     | 35    | 37    | 176   |
| 1944  | MNH           |       |       |       |       |       |       |       |       |       |       | 20    | 30    | 50    |
| 1944  | Всего         | 5     | 7     | 8     | 10    | 10    | 6     | 15    | 14    | 21    | 8     | 55    | 67    | 226   |
| 1945  | Miag          | 35    | 22    | 32    | 3     |       |       |       |       |       |       |       |       | 92    |
| 1945  | MNH           | 35    | 10    | 10    | 7     |       |       |       |       |       |       |       |       | 62    |
| 1945  | MBA           | 2     | 10    | 10    | 11    |       |       |       |       |       |       |       |       | 33    |
| 1945  | Всего         | 72    | 42    | 52    | 21    |       |       |       |       |       |       |       |       | 187   |
| Итого | Итого         | Итого | Итого | Итого | Итого | Итого | Итого | Итого | Итого | Итого | Итого | Итого | Итого | 413   |

Примечание: объёмы выпуска САУ на MNH и MBA в феврале — апреле 1945 года не сохранились, поэтому приведены условно и обозначены курсивом.

### Модификации
В течение всего процесса производства, в конструкцию «Ягдпантеры» вносились следующие изменения: были убраны пистолетные порты; добавлен гранатомёт Nahverteidigungswaffe для ближнего боя, установленный на крыше; удалён левый перископ водителя; добавлены кронштейны на люке, обеспечивающем доступ к двигателю; перенесён на другое место домкрат; добавлены трубы охлаждения двигателя; ствол орудия стал состоять из двух частей, что упрощало процедуру его замены; добавлен циммерит; усилена амбразура крепления орудия; добавлена бронированная защита выхлопных труб; перенос ящика крепления ЗИП с борта на заднюю часть рубки.
«Ягдпантера» серийно выпускалась в трех модификациях, отличавшихся следующими особенностями:
- Первая модификация (ранняя G1) — это ранние машины, выпускавшиеся с января по сентябрь 1944 года, имевшие моноблочный ствол орудия Stu.K. 43, маску, крепившуюся к лобовой броне болтами изнутри, заваренное окно левого перископа механика водителя (два перископа были лишь на опытных машинах), задние широкие решётки воздухопритока и циммеритное покрытие в виде характерных MIAGовских «квадратиков». Также машины данной модификации характеризовались отсутствием шнорхеля (надмоторная плита была либо вовсе без отверстия под шнорхель, либо отверстие было закрыто заглушкой), креплением кормовых ящиков на крюках и рамкой для крепления шанцевого инструмента по левому борту с задранным правым углом (поскольку в надгусеничных полках MIAG не было отверстия под лопату).
- Вторая модификация (поздняя G1) отличалась пушкой Pak 43/3 с составным стволом, новой маской пушки, отказом от циммеритного покрытия, тепловыми экранами вокруг выхлопных труб, новыми ленивцами, ступенчатой амбразурой шаровой пулемётной установки и прочими мелкими изменениями.
- На третьей модификации (G2) в очередной раз изменилась маска пушки, машина получила надмоторную бронеплиту от танка Sd. Kfz. 171 Panther G. Шанцевый инструмент и тубус банника были перенесены на корму. Также имел место ряд других мелких отличий.

## Описание конструкции

### Броневой корпус
Бронекорпуса для «Ягдпантер» производились единственным заводом Brandenburger Eisenwerke. Серийные номера корпусов были такими же, как и серийные номера «Пантер». Самый последний серийный номер корпуса известный на сегодня — 300795, что говорит о том, что даже половина из них не была достроена в законченную «Ягдпантеру».

### Вооружение
На Ягдпантеры устанавливались мощные 88-мм пушки Pak.43/3 (L/71) (раннее обозначение пушек 8,8 cm Stu.K. 43 ), а также 7,9-мм пулемёт MG.34 или MG.42.

### Боекомплект
60 снарядов; 600 патронов. Название снарядов: Pz39/1gr, Pz42/7gro,

### Средства наблюдения и связи
В крыше рубки монтировались 4 перископа (2 стационарных и 2 вращающихся). Для пулемёта оставался тот же K.Z.F. 2 с кратностью 1.75х и полем зрения 18°. Орудие сначала комплектовалось прицелом Sfl.Z.F. 5a с кратностью 10х и полем зрения 7°. Позже устанавливали прицел W.Z.F. 1/4 с той же кратностью и полем зрения. Последний отличался наличием шкал для бронебойного, бронебойно-подкалиберного и осколочного снарядов.

### Двигатель и трансмиссия
«Ягдпантера» оснащалась 12-цилиндровым карбюраторным бензиновым двигателем Maybach HL 230 P30 с водяным охлаждением мощностью 700 л. с. при 3000 об/мин.

### Ходовая часть
Ходовая часть заимствована у базового танка PzKpfw V Ausf. G. Ширина гусеницы составляла 660 мм.

## Организационно-штатная структура
Структурно вооружённые «Ягдпантерами» дивизионы истребителей танков почти не отличались от 653-го и 654-го дивизионов, которые летом 1943 года имели на вооружении «Фердинанды».
Организационно состав дивизиона соответствовал штатному расписанию KStN 1154a(fG) от 1 марта 1944 года. В него входило три командирские машины: две с радиостанциями FuG 8 и FuG 5, одна с FuG 7 и FuG 5. Батарея насчитывала 14 машин, из которых 9 с FuG 5, 4 с FuG 5 и FuG 2 и одна с FuG 8 и FuG 5. Всего в дивизионе было три боевые батареи, рота обслуживания с пятью Bergepanther и ремонтная рота. Кроме того, в дивизионе было два взвода ПВО, сапёрный взвод, и разведвзвод на бронетранспортёрах. Всего в дивизионе полагалось иметь 45 «Ягдпантер».

## Боевое применение
«Ягдпантеры» начали поступать на оснащение тяжелых армейских дивизионов истребителей танков. Первым получил «Ягдпантеры» 654-й дивизион(нем. schwere Panzerjäger-Abteilung 654), ранее оснащенный «Фердинандами». Это было первое подразделение, применившее «Ягдпантеры» в боях на Западном фронте. Всего в трёх батареях дивизиона насчитывалось 42 «Ягдпантеры». Через 2 недели на западный фронт были посланы ещё 4 дивизиона тяжёлых истребителей танков, каждый из которых имел в своём составе одну батарею, состоящую из «Ягдпантер».
Первой частью, оснащённой «Ягдпантерами», был 654-й тяжёлый дивизион истребителей танков. Для комплектации дивизиона машин не хватало, поэтому в составе дивизиона сформировали лишь две батареи. 11 июня вторая батарея располагала 13 машинами, при штабе дивизиона имелись две командирские «Ягдпантеры». 15 июня 8 машин 2-й батареи 654-го дивизиона погрузили на платформы и отправили в Нормандию. Там машины включили в состав элитной Танковой учебной дивизии (Panzer-Lehr-Divizion). По состоянию на 1 июля полностью оснащены были лишь 2-я и 3-я батареи. В 1-й батарее ещё не было ни одного истребителя танков. 17 июля все машины 2-й и 3-й батареи в полном составе отправились на фронт, где машины включили в состав XLVII танкового корпуса.
Первоначально командирские «Ягдпантеры» в дивизионе были заменены командирскими «Пантерами». 30 июля командующий XLVII танкового корпуса доложил, что машины 654-го дивизиона сожгли 25 танков противника, в том числе Churchill Mk.IV из 6-й гвардейской танковой бригады. Сам же дивизион потерял в июле три машины (две «Ягдпантеры» и одну командирскую «Пантеру»).
В конце июля дивизион получил пополнение в виде 16 машин. Это позволило дивизиону полностью оснастить 1-ю батарею и восполнить потери. 10 августа англичанам удалось захватить почти целую «Ягдпантеру» с бортовым номером 314 (из состава 3-й батареи).
После боёв под Фалезом 654-й дивизион отступил за Сену. Через реку удалось переправить 23 машины. 9 сентября дивизион отвели на полигон в Графенвер. С завода MIAG регулярно поступали пополнения: 14 октября — 9 машин, 23 октября — 7 машин. 15 ноября дивизион получил ещё 6 «Ягдпантер».
В последние дни ноября дивизион действовал в Эльзасе в составе группы армий «G». Было сожжено 52 единицы вражеской бронетехники, а потери дивизиона составили 18 машин. 1 декабря 1944 года дивизион располагал 25 исправными «Ягдпантерами».
В начале 1944 года на полигоне в Милау на базе 525-го тяжёлого дивизиона истребителей танков был сформирован 559-й тяжёлый дивизион истребителей танков (schwere Panzerjäger-Abteilung 559). Первоначально дивизион получил машины Marder III. В марте в Милау прибыли две первые «Ягдпантеры». В мае дивизион получил ещё пять машин. В конце августа дивизион получил 11 «Ягдпантер» и ещё 28 штурмовых орудий. 3 сентября дивизион получил ещё 17 «Ягдпантер», доведя их численность до 35 штук. Дивизион вошёл в состав Группы армий «Б» действовавшей на территории Нидерландов. Дивизион сражался в Утрехте и над каналом Альберта. В ходе этих боёв дивизион потерял большинство своих машин. Так, на 1 ноября 559-й дивизион располагал всего шестью исправными «Ягдпантерами».
Летом 1944 года в Panzerjägerschule в Милау заново сформировали разбитый на восточном фронте 519-й тяжёлый дивизион истребителей танков. Две батареи дивизиона планировали оснастить штурмовыми орудиями StuG 40, а одну — «Ягдпантерами». Закончив формирование и обучение, дивизион в полном составе отправился на Западный фронт, где вошёл в Группу Армий «G».
На Западном фронте действовало ещё два дивизиона, располагавших «Ягдпантерами»: дивизионы с номерами 560 и 655. Планировалось к началу Арденнского наступления оснастить в каждом дивизионе по одной батарее «Ягдпантер». Однако новые машины успел получить только 560-й дивизион, а 655-й дивизион оснастили «Ягдпантерами» уже в 1945 году.
Все части, сражавшиеся в Арденнах, потеряли более половины своего парка бронетехники. Например, 654-й тяжёлый дивизион истребителей танков потерял 56 процентов от должного количества машин.
Наступление в Арденнах было периодом самого интенсивного использования «Ягдпантер» на фронте.
В арденнском наступлении участвовало три батареи из трёх дивизионов. Кроме того, несколько «Ягдпантер» было в других частях, например, в моторизованной бригаде «Фюрер» (Führer-Grenadier Brigade). Командир бригады полковник Ганс-Йоахим Калерт по состоянию на 16 декабря 1944 года располагал в 1-м дивизионе танкового полка 37 «Пантерами», из которых половина на самом деле приходилась на «Ягдпантеры». В составе 6-й армии действовала батарея 519-го дивизиона, а Танковая учебная дивизия вместо 1-го дивизиона 130-го танкового полка имела в своём составе 559-й тяжёлый дивизион истребителей танков. В первые дни боёв дивизион находился в резерве, а позднее вошёл в состав боевой группы «фон Посингер».
Несколько «Ягдпантер» из 559-го тяжёлого дивизиона истребителей танков немцы потеряли на улицах Ямелле, а одну машину бросили на шоссе к югу от Ан-сюр-Лас.
С февраля 1945 на Восточном фронте в боях принимало участие 5 дивизионов, каждый из которых имел в своём составе батарею, состоящую из 14 «Ягдпантер».
На Восточном фронте «Ягдпантеры» проявили себя гораздо скромнее. В январе 1945 года на востоке действовало всего 10 машин из 563-го и 616-го дивизионов. 653-й дивизион был спешно переброшен на восток от Милау, где сражался в районе Грудуска и Цеханува (Цихенау), потом защищал Ольштын (Алленштайн). Разбитый дивизион отступил в Восточную Пруссию, где зимой 1945 года был окончательно разбит. 3-я батарея 616-го дивизиона действовала в районе Быгдоща и Мирославца (Меркиш-Фридлянд).
В 1945 году «Ягдпантеры» начали поступать не только в отдельные дивизионы истребителей танков, но и в другие танковые части, в том числе в танковые дивизии вермахта (например, в 9-ю танковую дивизию на западе и 4-ю на востоке) и Waffen SS (9-ю и 10-ю танковую дивизии СС на востоке). Отдельные дивизионы также получили пополнения. Например, 13 марта 1945 года 559-й дивизион получил 5 «Ягдпантер». В некоторых танковых батальонах «Ягдпантеры» использовали для замены «Пантер». Подобное имело место в 1-м танковом батальоне 29-го танкового полка и в 1-м батальоне 130-го танкового полка. В обоих этих батальонах «Ягдпантерами» целиком вооружили по одной роте.
Распыление сил в последние месяцы войны привело к тому, что «Ягдпантеры» действовали на самых разных фронтах. 560-й дивизион истребителей танков поддерживал действия 12-й танковой дивизии СС «Гитлерюгенд» в Венгрии, а «Ягдпантеры» из 10-й танковой дивизии СС «Фрундсберг» сражались в районе Нысы-Лужицкой с частями 2-й армии Войска польского.
Кроме того, «Ягдпантеры» были и в составе дивизии «Великая Германия».
Самое массовое применение «Ягдпантер» на Восточном фронте было отмечено во время контратаки 6-й танковой армии СС Зеппа Дитриха под озером Балатон, и во время обороны Вены. Предположительно, большинство САУ входило в наспех сколоченные танковые подразделения СС и применялись наряду с танками.
На 1 марта 1945 года в строю находилось 202 «Ягдпантеры».

## Сохранившиеся экземпляры

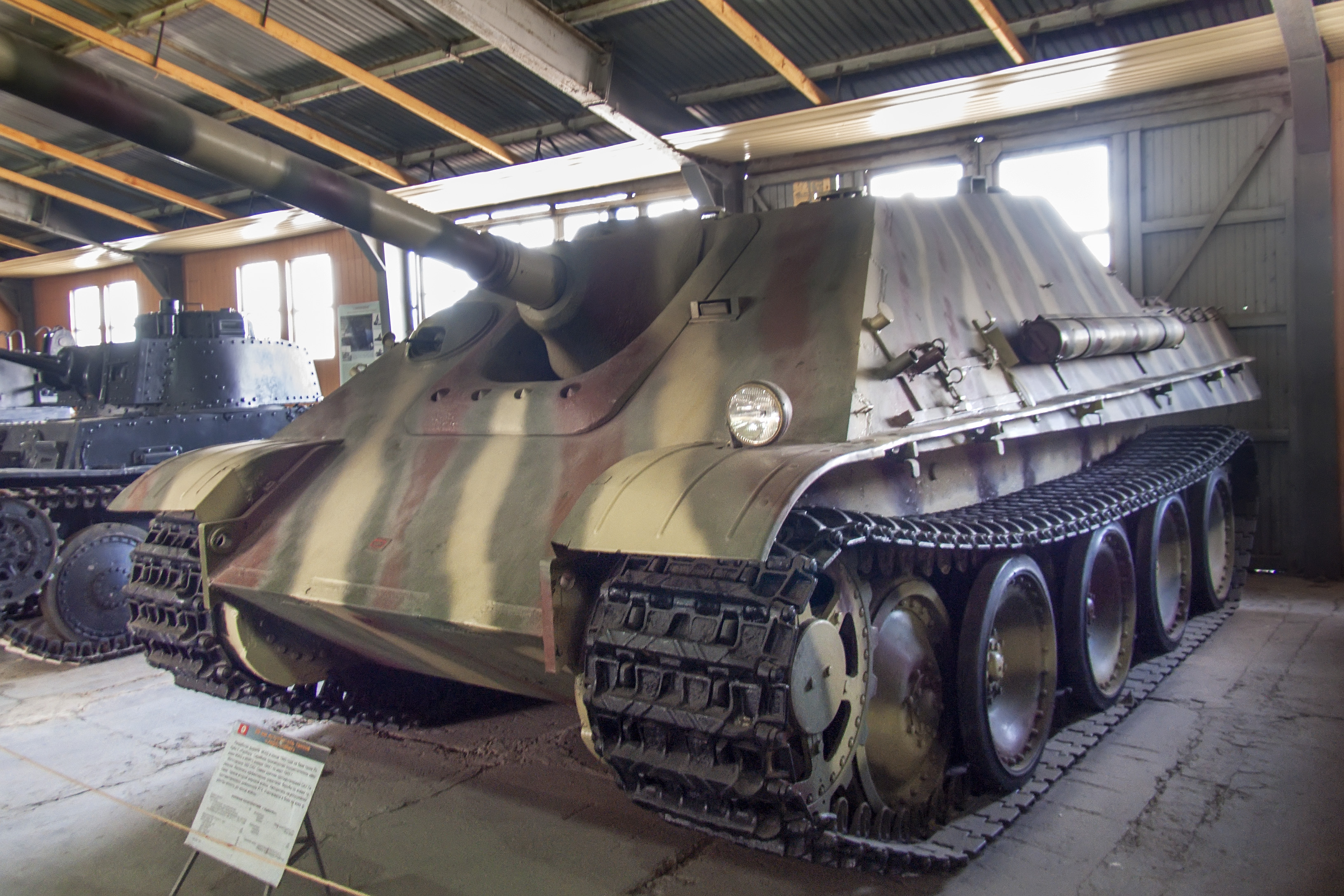
«Ягдпантера» в Бронетанковом музее в Кубинке (Россия)

В наши дни в различных музеях экспонируется 10 «Ягдпантер».
- Великобритания — Танковый музей в Бовингтоне.
- Великобритания — Имперский военный музей в Лондоне.
- Германия — Музей техники в Зинсхайме.
- Германия — Военно-технический музей в Кобленце.
- Германия — Танковый музей в Мунстере.
- Россия — Бронетанковый музей в Кубинке.
- США — Музей вооружений армии США.
- Франция — Танковый музей в Сомюре.
- Швейцария — Танковый музей в Туне.

## «Ягдпантера» в компьютерных играх
«Ягдпантера» фигурирует в большом количестве компьютерных игр разнообразных жанров — в симуляторах бронетанковой и авиатехники (в качестве цели), стратегиях реального времени. По своему бронированию и вооружению её представление в игре является одним из самых мощных игровых юнитов, что в определённой степени соответствует действительности.
«Ягдпантера» представлена в игре Company of Heroes, и доступна только для Танковой Гвардии.
«Ягдпантеру» можно увидеть и в отечественных играх, в частности, в стратегиях реального времени «Блицкриг» и «Sudden Strike» («Противостояние»). Отражение особенностей использования истребителей танков в этих играх далеко от реальности. Наиболее достоверно этот тяжёлый истребитель танков отображён в играх серии «Вторая мировая».
«Ягдпантера» также представлена в MMO-игре World of Tanks и World of Tanks Blitz как противотанковая САУ 7 уровня. Присутствует и эскизный проект Jagdpanther mit 12,8cm PaK 80, расположенный на 8 уровне под названием Jagdpanther II.
«Ягдпантера» представлена в игре War Thunder как основная, так и командирская версия.
Также «Ягдпантера» присутствует, как САУ 7 уровня в игре Ground War:Tanks.
Фигурирует в серии игр «В тылу врага» и является одной из самых мощных единиц вермахта.
А также JgPanther (Ягдпантера) фигурирует в игре Heroes and Generals в классе тяжёлые истребители танков .

## Модели «Ягдпантеры»
Масштабные копии САУ «Ягдпантера» выпускаются рядом фирм-производителей модельной продукции Звезда, Tamiya, Dragon, Trumpeter, Italeri, Meng, Takom, RFM. Чертежи для самостоятельной постройки модели неоднократно публиковались в различных журналах модельной и военно-исторической направленности — «Моделист-конструктор», «М-Хобби», «Бронеколлекция» и др.